# Friedrich Haberlandt

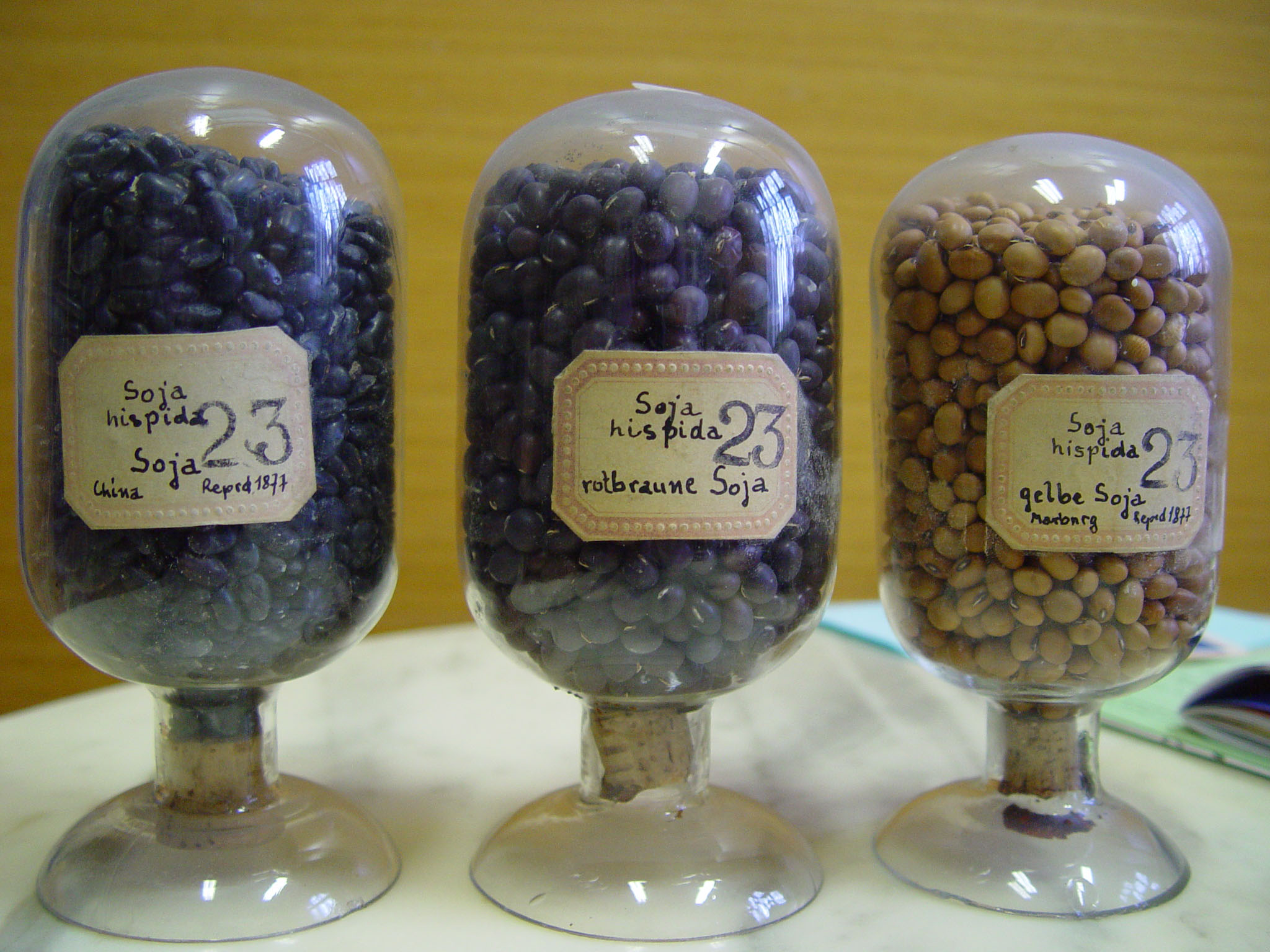
Sojabohnen aus Haberlandts Anbauversuchen (Erntejahr 1877) in der Samensammlung des Instituts für Pflanzenzüchtung, Universität für Bodenkultur Wien

Friedrich Haberlandt (* 21. Februar 1826 in Pressburg, Kaisertum Österreich; † 1. Mai 1878 in Wien) war ein österreichischer Agrarwissenschaftler. Sein Lehr- und Forschungsschwerpunkt war der Pflanzenbau. Besondere Verdienste erwarb er sich durch die Einführung der Sojabohne in Mitteleuropa.

## Leben und Wirken

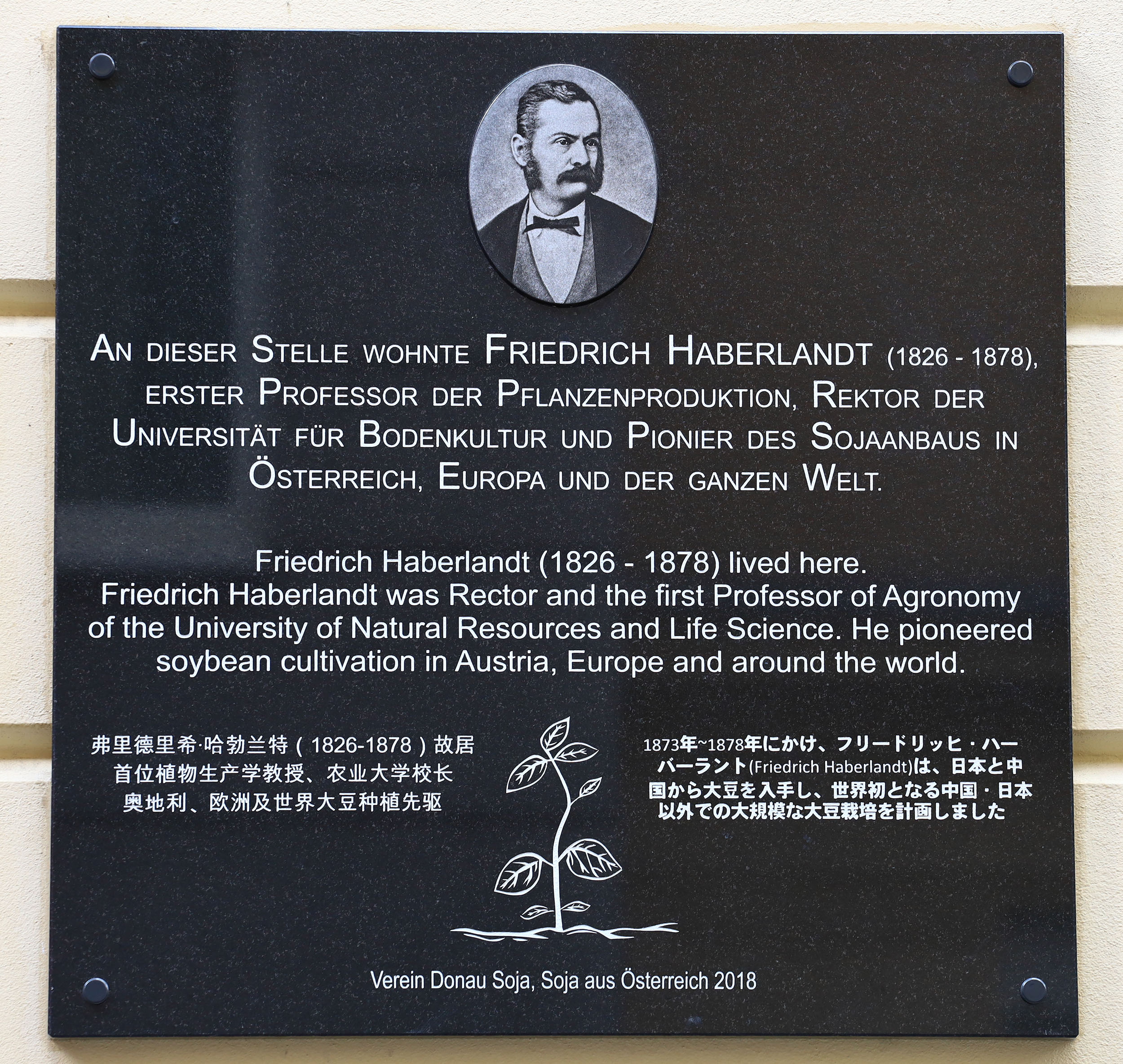
Gedenktafel für Friedrich Haberlandt an dessen Wohnhaus, Löwenburggasse 2–4, Wien

Friedrich Haberlandt, Sohn eines Bürstenbindermeisters, studierte seit 1845 Rechtswissenschaften an der Rechtsakademie in Pressburg, wandte sich aber 1847 der Landwirtschaft zu. Er absolvierte ein  Praktikum auf einem Gutsbetrieb und begann 1848 mit dem Studium der Landwirtschaft an der Landwirtschaftlichen Lehranstalt in Ungarisch-Altenburg. Sein besonderes Interesse galt dabei den naturwissenschaftlichen Grundlagenfächern. 1851 erhielt er an dieser Ausbildungsstätte eine Anstellung als Lehrassistent für Agrikulturchemie und 1863 eine Professur für Botanik und Mathematik.
Im Einklang mit den Aufgaben seines Lehramtes beschäftigte sich Haberlandt besonders mit aktuellen Problemen des Pflanzenbaus, zunächst mit Fragen der Bewässerung von Feldfrüchten. Einen Namen als Pflanzenbauwissenschaftler machte er sich mit seiner 1864 erschienenen Schrift Beiträge zur Acclimation der Pflanzen und der Samenwechsel. Die darin veröffentlichten Ergebnisse über den Herkunftswert von Saatgut und die dabei aufgezeigten Wissenslücken gaben der Saatgutforschung neue Impulse.
Neben seiner Saatgutforschung untersuchte Haberlandt auch die Krankheiten der Seidenraupe. Aufgrund dieser Studien wurde ihm 1869 die Einrichtung und Leitung einer Versuchsstation für Seidenraupenzucht in Görz übertragen. An dieser Station wirkte er sehr erfolgreich bis 1872. Das während dieser Zeit entstandene Buch Der Seidenspinner des Maulbeerbaumes, seine Aufzucht und seine Krankheiten galt jahrzehntelang als ein Standardwerk der Seidenraupen-Literatur.
1872 wurde Haberlandt als ordentlicher Professor für Pflanzenbaulehre an die neu gegründeten Hochschule für Bodenkultur nach Wien berufen. Als Vertreter der physikalischen und physiologischen Arbeitsrichtung seines Fachgebietes beschäftigte er sich vor allem mit dem Einfluss äußerer Faktoren auf die Entwicklung der Kulturpflanzen. Ein Forschungsschwerpunkt waren dabei Untersuchungen über den Keimungsprozess der Samen. Die meisten Ergebnisse dieser experimentellen Arbeiten hat Haberlandt in der von ihm herausgegebenen Schriftenreihe Wissenschaftlich-praktische Untersuchungen auf dem Gebietes des Pflanzenbaus veröffentlicht.
Seit 1875 bemühte sich Haberlandt, die Sojabohne in Österreich und Deutschland als Feldfrucht einzuführen, die er 1873 auf der Wiener Weltausstellung kennengelernt hatte. Er erkannte früh deren großen Wert für die europäische Land- und Ernährungswirtschaft, sein engagierter Einsatz für den Anbau dieser Kulturpflanze führte zu einer regen Versuchstätigkeit an Universitätsinstituten, Versuchsstationen und in der landwirtschaftlichen Praxis. Eine erste Zwischenbilanz über diese Aktivitäten hat Haberlandt 1878 in dem Buch Die Sojabohne. Ergebnisse der Studien und Versuche über die Anbauwürdigkeit dieser neu einzuführenden Culturpflanze veröffentlicht. Sein Vorhaben, das Gesamtgebiet des landwirtschaftlichen Pflanzenbaus in einem umfassenden Lehrbuch darzustellen, konnte er leider nicht mehr vollenden. Das fertiggestellte Manuskript hat nach seinem frühen Ableben sein Freund und Kollege Wenzel Hecke 1879 unter dem Titel Der allgemeine landwirthschaftliche Pflanzenbau herausgegeben.
Haberlandt war mit Katharina Köhler aus Wien verheiratet. Der Ehe entstammten drei Töchter und drei Söhne. Zu letzteren gehören der Botaniker Gottlieb Haberlandt (1854–1945) und der Volkskundler Michael Haberlandt (1860–1940).

## Hauptwerke
- Beiträge zur Frage über die Acclimatisation der Pflanzen und den Samenwechsel. Verlag Carl Gerold´s Sohn Wien 1864.
- Die seuchenartige Krankheit der Seidenraupen. Verlag Carl Gerold´s Sohn Wien 1866.
- Zur Kenntnis des seidenspinnenden Insektes und seiner Krankheiten, Verlag Carl Gerold´s Sohn Wien 1869.
- Der Seidenspinner des Maulbeerbaumes, seine Aufzucht und seine Krankheiten. Verlag Gerold´s Sohn Wien 1871.
- Kurze Anleitung zur Aufzucht der gemeinen Seidenraupe. Görz 1871 (s. Weblinks)
- Wissenschaftlich-praktische Untersuchungen aus dem Gebiete des Pflanzenbaues. 2 Bde. Wien 1875 u. 1877.
- Die Sojabohne. Ergebnisse der Studien und Versuche über die Anbauwürdigkeit dieser neu einzuführenden Culturpflanze. Wien 1878.
- Der allgemeine landwirthschaftliche Pflanzenbau. Nach dem Tode des Verfassers herausgegeben von Wenzel Hecke. Verlag von Faesy & Frick Wien 1879.